# توکای ایزو
توکای ایزو یا توکای جزایر ایزو (نام علمی: Turdus celaenops)، پرنده‌ای از خانواده توکایان و بومی ژاپن است.
توکاهای ایزو جانوران کوچک مانند کرم خاکی و حشرات و میوه‌هایی مانند گیلاس یا توت را می‌خورند.
از زمان معرفی راسوها، نرخ جوجه‌های پروازی به‌طور چشمگیری کاهش یافته‌است.